# Setophaga discolor
Setophaga discolor е вид птица от семейство Parulidae.

## Разпространение
Видът е разпространен в Ангуила, Антигуа и Барбуда, Аруба, Американските Вирджински острови, Бахамските острови, Барбадос, Белиз, Бонер, Синт Еустациус, Саба, Британските Вирджински острови, Гватемала, Доминика, Доминиканската република, Канада, Кайманови острови, Колумбия, Коста Рика, Куба, Мартиника, Мексико, Монсерат, Малки далечни острови на САЩ, Никарагуа, Пуерто Рико, Салвадор, Сейнт Китс и Невис, Сейнт Лусия, Сен Мартен, Сейнт Винсент и Гренадини, САЩ, Тринидад и Тобаго, Търкс и Кайкос, Хаити, Хондурас и Ямайка.